# Suterilla
Suterilla là một chi ốc có mài nhỏ, là động vật thân mềm chân bụng sống ở biển trong họ Assimineidae.

## Các loài
Các loài trong chi Suterilla gồm có:
- Suterilla climoi Fukuda, Ponder & Marshall, 2006[2]
- Suterilla imperforata Fukuda, Ponder & Marshall, 2006[3]
- Suterilla julieae Fukuda, Ponder & Marshall, 2006[4]